# High Court of Jharkhand

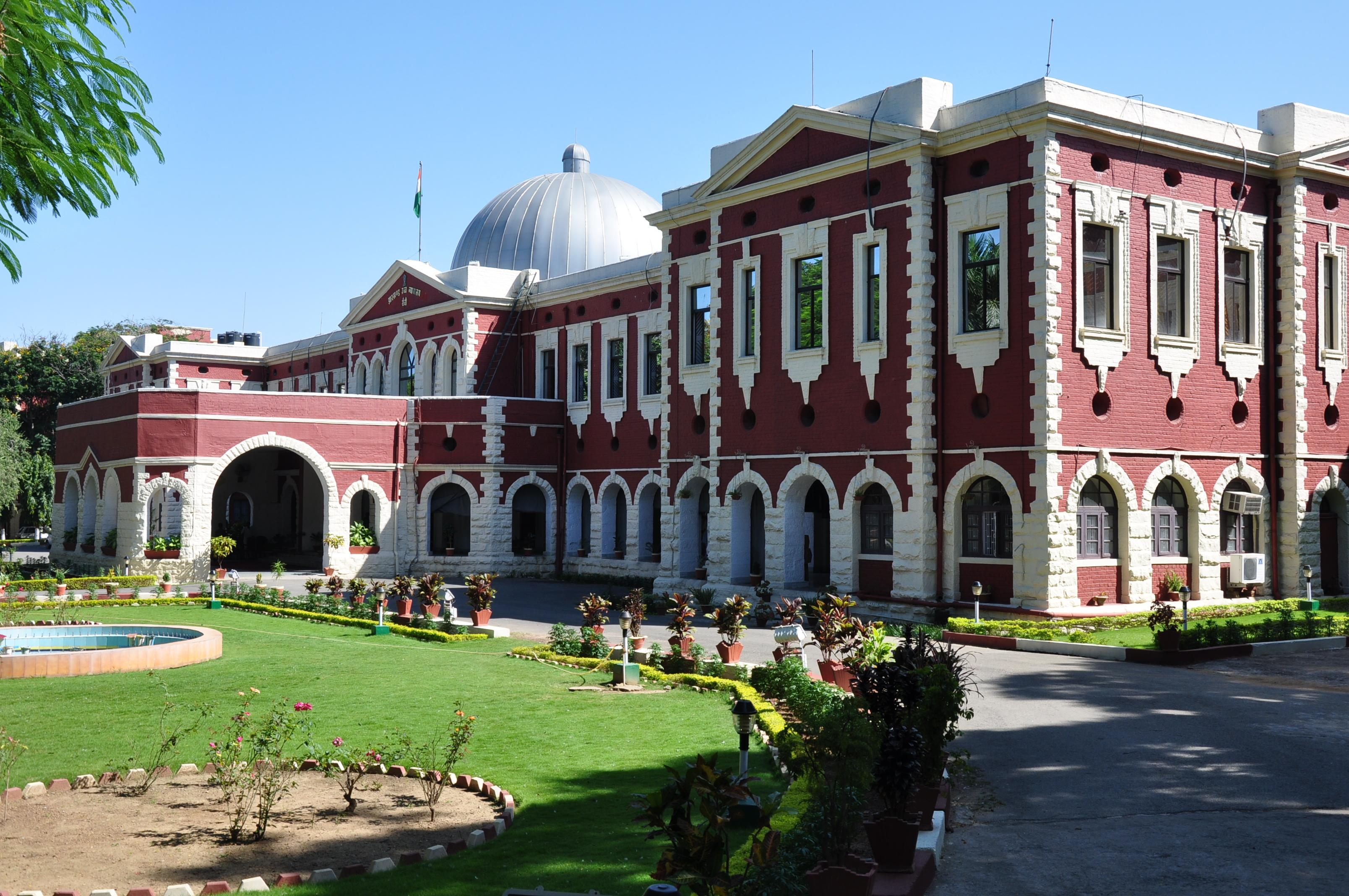
Gebäudes des High Courts of Jharkhand in Ranchi

Der High Court of Jharkhand (Hindi झारखंड उच्च न्यायालय) ist ein Obergericht in Indien. Es ist das oberste Gericht des Bundesstaats Jharkhand.

## Geschichte
Am 15. November 2000 wurde der Bundesstaat Jharkhand durch den Bihar Reorganization Act, 2000 aus den südlichen Landesteilen des Bundesstaats Bihar neu gebildet. Aus der bisherigen Zweigstelle des Padna High Courts in Ranchi entstand der High Court für den neuen Bundesstaat. Die Zweigstelle in Ranchi war am 6. März 1972 eingerichtet worden und wurde am 8. April 1976 durch den High Court at Patna (Establishment of Permanent Bench at Ranchi) Act 1976 zu einer dauerhaft mit Richtern besetzten Außenstelle. Im Jahr 2000 hatte der neue High Court zunächst eine maximale Personalstärke von 12 Richtern. Diese Zahl wurde am 1. November 2007 auf 20 erhöht. Im Jahr 2021 betrug die maximale Besetzung 25 Richterstellen.
Da der verfügbare Platz in den alten Gebäuden für die gewachsenen Aufgaben des Gerichts nicht mehr ausreichte, wird seit einigen Jahren ein Neubau im Stadtteil Dhurwa errichtet. Der Baubeginn war am 22. Juni 2015 und die Fertigstellung wurde ursprünglich für Ende 2017 erwartet. Dieser Termin konnte jedoch nicht eingehalten werden. Nachdem der Gebäudekomplex im September 2021 immer noch nicht bezugsfähig war, kündigte der zuständige Minister rechtliche Schritte gegen die beauftragte Baufirma und leitende Ingenieure an.